# Bitwa pod Kałuszem
Bitwa pod Kałuszem – bitwa stoczona 14 października 1672 podczas wyprawy Sobieskiego na czambuły tatarskie w ramach wojny polsko-tureckiej (1672–1676).

## Opis
Hetman Jan Sobieski dowiedział się od podjazdu, że Hadży Gerej jest na Zadniestrzu. Kazał zbudować most na stawie komarzeńskim (rozlewisko Wereszczycy). Został on zrobiony w nocy z 10 na 11 października. O świcie przeprawiła się na drugą stronę część wojska. Polskie chorągwie rozbiły zabłąkany czambuł tatarski, liczący 500 Tatarów, wzięli do niewoli kilkunastu jeńców. Wtedy przybył chłop z Hruszowej, który powiedział, że uciekł z kosza Hadżiego Gereja, który idzie z jasyrem i zamierza przekroczyć Dniestr mostem we wsi Mosty. Wojsko koronne ruszyło w kierunku wsi. Wieczorem hetman i jego żołnierze zobaczyli zniszczony most. Polacy spędzili noc nad Dniestrem. Sobieski przeprawił się przez Dniestr przez wielkie chrusty z własną chorągwią pancerną, dragonią i rajtarią. Dzięki pomocy chłopa z Wołoszczy, który za dużą nagrodę obiecał pokazać bród dla wojska, 12 października o świcie Polacy przeprawili się na drugą stronę Dniestru.
Następnie skierowali się do Hruszowej, lecz nie zastali tam Tatarów. Po odpoczynku udali się do Drohobycza. Wojsko zatrzymało się półtorej mili od Stryja, pod Gajami. Odpoczywało przez 3 godziny. O północy ruszyli w drogę, przeprawiając się przez rzekę Stryj. 13 października o świcie, kiedy przechodzili przez wieś Stanków omyłkowo ostrzelali ich chłopi biorąc ich za Tatarów. Koło południa minęli Bolechów, z okolicznych zamków do nich strzelano. Stanęli na nocleg za Doliną, koło Rożniatowa. Przybył towarzysz z podjazdu i zawiadomił o znajdującym się niedaleko obozowisku Tatarów. Tego dnia Safa Gerej wraz z 1500–2000 niedobitkami połączył się z Hadżym Gerejem. Hetman wysłał posłańców do Kałusza, Nowicy i Rożniatowa, aby chłopi poszli w nocy do lasów i zrobili zasieki na drogach. Rozkaz chętnie wykonało kilka tysięcy chłopów.
Po północy 14 października żołnierze koronni wyruszyli na wroga. W nocy dogonili Tatarów, a następnie pod Nowicą wyprzedzili ich i zbliżyli się do nich przez doliny i chrusty. Sobieski godzinę po wschodzie słońca zaszedł Tatarów z boku. Od czoła zaatakowały Tatarów kilkuset towarzyszy-ochotników, wydzielonych spod chorągwi, a od tyłu pułk wojewody ruskiego Stanisława Jana Jabłonowskiego. Tatarzy ostrzelali ich z łuków. Następnie ruszyli na nich strażnicy wielki Stefan Bidziński (zm. 1704) i polny Michał Zbrożek, chorąży koronny Mikołaj Hieronim Sieniawski ze swoimi pułkami oraz sam hetman wraz z husarią.
Tatarzy nie wytrzymali starcia z Polakami i próbowali uciekać na boki, powstrzymali ich Jerzy Boruchowski i Michał Kozubski. Tatarzy zsiedli z koni i pieszo zaczęli uciekać w stronę lasów bednarowskich. Czekali tam na nich chłopi z samopałami, drągami i kosami. Hetman skierował im na pomoc dragonów, pachołków i ochotników. Wzięto do niewoli 150 Tatarów (w tym wezyra nuredina sołtana Halisz Aga, koniuszy i podskarbi nuredina, szafarz hański, ośmiu murzów), Kozaków i Turków. Odbito z rąk tatarskich 10 tysięcy jasyru. Według kronikarza Wespazjana Kochowskiego miało zginąć 6 tysięcy Tatarów, z Polaków nikt nie zginął, było kilkunastu rannych towarzyszy i pocztowych. Zwycięstwo wojsk polskich nad Tatarami było możliwe dzięki podzieleniu zgrupowania hetmana Sobieskiego na kilku grup i umiejętnym oskrzydleniu ordyńców.